# Nemertodermatida
Nemertodermatida é uma classe de animais do subfilo Acoelomorpha.

## Famílias
- Ascopariidae Sterrer, 1998
- Nemertodermatidae Steinböck, 1930